# Championnat des îles Cook de football 2021
Navigation
Saison précédente Saison suivante
La saison 2021 du Championnat des îles Cook de football est la quarante-huitième édition du championnat de première division aux Îles Cook. Les six meilleurs clubs de Roratanga sont regroupés au sein d'une poule unique, la Round Cup, où ils s'affrontent trois fois au cours de la saison. Il n’y a ni promotion, ni relégation en fin de saison.
C'est le Nikao Sokattack FC qui est sacré champion des îles Cook cette saison après avoir terminé en tête du classement final, avec trois points d'avance sur le tenant du titre, Tupapa Maraerenga FC. C'est le septième titre de champion des îles Cook de l’histoire du club, le premier depuis 2009.

## Les clubs participants
- Tupapa Maraerenga FC
- Puaikura FC
- Matavera FC
- Nikao Sokattack FC
- Titikaveka FC
- Avatiu FC

## Compétition

### Classement
Le barème utilisé pour établir le classement est le suivant :
- Victoire : 3 points
- Match nul : 1 point
- Défaite : 0 point

| Rang | Équipe                 | Pts | J  | G  | N | P | Bp | Bc | Diff |
| ---- | ---------------------- | --- | -- | -- | - | - | -- | -- | ---- |
| 1    | Nikao Sokattack FC     | 37  | 15 | 12 | 1 | 2 | 38 | 6  | +32  |
| 2    | Tupapa Maraerenga FC T | 34  | 15 | 11 | 1 | 3 | 43 | 15 | +28  |
| 3    | Titikaveka FC          | 22  | 15 | 6  | 4 | 5 | 27 | 27 | 0    |
| 4    | Avatiu FC              | 15  | 15 | 4  | 3 | 8 | 18 | 39 | -21  |
| 5    | Puaikura FC            | 10  | 15 | 2  | 4 | 9 | 12 | 30 | -18  |
| 6    | Matavera FC            | 8   | 15 | 1  | 5 | 9 | 17 | 38 | -21  |

|  | Qualification pour la Ligue des champions de l'OFC 2022     |
|  | T : Tenant du titre C : Vainqueur de la Coupe des îles Cook |

## Bilan de la saison
| Championnat des îles Cook de football 2021 |                               |
| Champion                                   | Nikao Sokattack FC (7e titre) |
| Qualifications continentales               |                               |
| Ligue des champions de l'OFC 2022          | Nikao Sokattack FC            |
| Promotions et relégations                  |                               |
| Promus en Round Cup                        | Aucun                         |
| Relégués                                   | Aucun                         |